# Kent Lewén
Kent Reinhold Lewén, född 9 mars 1947, är en svensk liberal politiker och tidigare kommunalråd i Karlskrona kommun. 
Lewén har sedan 1968 haft en lång rad politiska uppdrag för liberalerna med ordförandeskap i en rad nämnder från 1993 till 2010. Åren 2003–2010 var han kommunalråd i Karlskrona. Han har också varit ledamot i två beredningar i Sveriges kommuner och landsting samt vice ordförande i Blekinge museum. 1988–1992 var han ordförande i Dansföreningen Hamboringen.
Efter har drabbats av cancer blev Lewén ordförande i prostatacancerföreningen Viktor och under flera år ansvarig för förbundets aktiviteter i Almedalen. Han valdes 2021 till ordförande i Prostatacancerförbundet.